# Udruženje europskih sveučilišta
Udruženje europskih sveučilišta okuplja više od osamsto visokoškolskih ustanova u 48 europskih država, promičući znanstveno-istraživačku i akademsku suradnju među njima. Nastalo je sjedinjenjem dvaju europskih sveučilišnih udruženja 2001. u španjolskoj Salamanci, a sjedište Udruženja je u Bruxellesu. Nije dio Mreže europskih sveučilišta.

## Vanjske poveznice
- Službene stranice Udruženja